# 養老公園
座標: 北緯35度16分58秒 東経136度32分59.4秒 / 北緯35.28278度 東経136.549833度
養老公園（ようろうこうえん）は、岐阜県養老郡養老町にある公園（岐阜県営都市公園）。
養老山の養老の滝から麓の県道まで東北東に広がっている。
1880年（明治13年）に開園。面積は78.5 ha。

## 年表

### 養老の歴史
- 717年（養老元年） - 美濃国にある「若返りの水」の噂が都にもたらされ、元正天皇が醴泉に行幸。
- 718年（養老2年） - 元正天皇が再び養老に行幸。
- 740年（天平12年） - 聖武天皇が養老に行幸。
- 1252年（建長4年） - 養老の孝子伝説を収録した十訓抄が編纂される。

### 前史
- 1765年（明和2年）～1784年（天明3年） - 岡本喜十郎による養老温泉開発。旅館の千歳楼が開業。
- 1815年（文化12年） - 田中大秀と泰鼎による養老美泉論争が勃発。
- 1879年（明治12年） - 松方正義大蔵卿が小崎利準岐阜県令と養老を来訪。渋谷代衛が偕楽社を設立。

### 養老公園開設後
- 1880年（明治13年）10月17日 - 太政官令により養老公園を開設。
- 1892年（明治25年） - 多芸郡に移管。
- 1897年（明治30年） - 養老郡に移管。
- 1910年（明治43年） - 皇太子嘉仁親王（後の大正天皇）が養老に行啓。
- 1923年（大正12年） - 岐阜県に移管。
- 1956年（昭和31年） - 養老公園（広域公園）を都市公園として計画決定。
- 1965年（昭和40年） - 養老公園第1次事業（約30ヘクタール整備）。
- 1974年（昭和49年） - 養老公園第2次事業（約24ヘクタール整備）。
- 1978年（昭和53年） - 養老山系総合開発計画立案。
- 1979年（昭和54年） - こどもの国オープン。
- 1981年（昭和56年） - 養老の滝付近の斜面崩壊。梁川星巌や養老改元詩碑などが埋没。
- 1985年（昭和60年） - 養老公園第3次事業（約22ヘクタール整備）。
- 1990年（平成2年） - 養老パークゴルフ場オープン。
- 1994年（平成6年） - 養老パターゴルフ場オープン。
- 1995年（平成7年）10月4日 - 養老天命反転地オープン。
- 1997年（平成9年） - 養老天命反転地記念館・養老天命反転地オフィス完成。
- 1998年（平成10年） - 楽市楽座。養老オープン。
- 2005年（平成17年）9月1日 - 指定管理者制度を導入。

## 施設
- 養老の滝 - 落差32m・幅4mの滝。日本の滝百選。
- 養老神社 - 菊理媛神などを祭神とする神社。
  - 菊水泉 - 養老神社の境内にある湧き水。名水百選。
- 養老寺 - 真宗大谷派の寺院。
- 千歳楼 - 1764年（宝暦元年）創業の旅館。本館を含む3棟が登録有形文化財。
- 養老天命反転地 - 荒川修作とマドリン・ギンズによる構想を基にした現代美術作品。
- 岐阜県こどもの国
- 養老パークゴルフ場
- 養老パターゴルフ場
- テニスコート
- 楽市楽座・養老
- 養老キャンプセンター - キャンプおよびバーベキュー場。

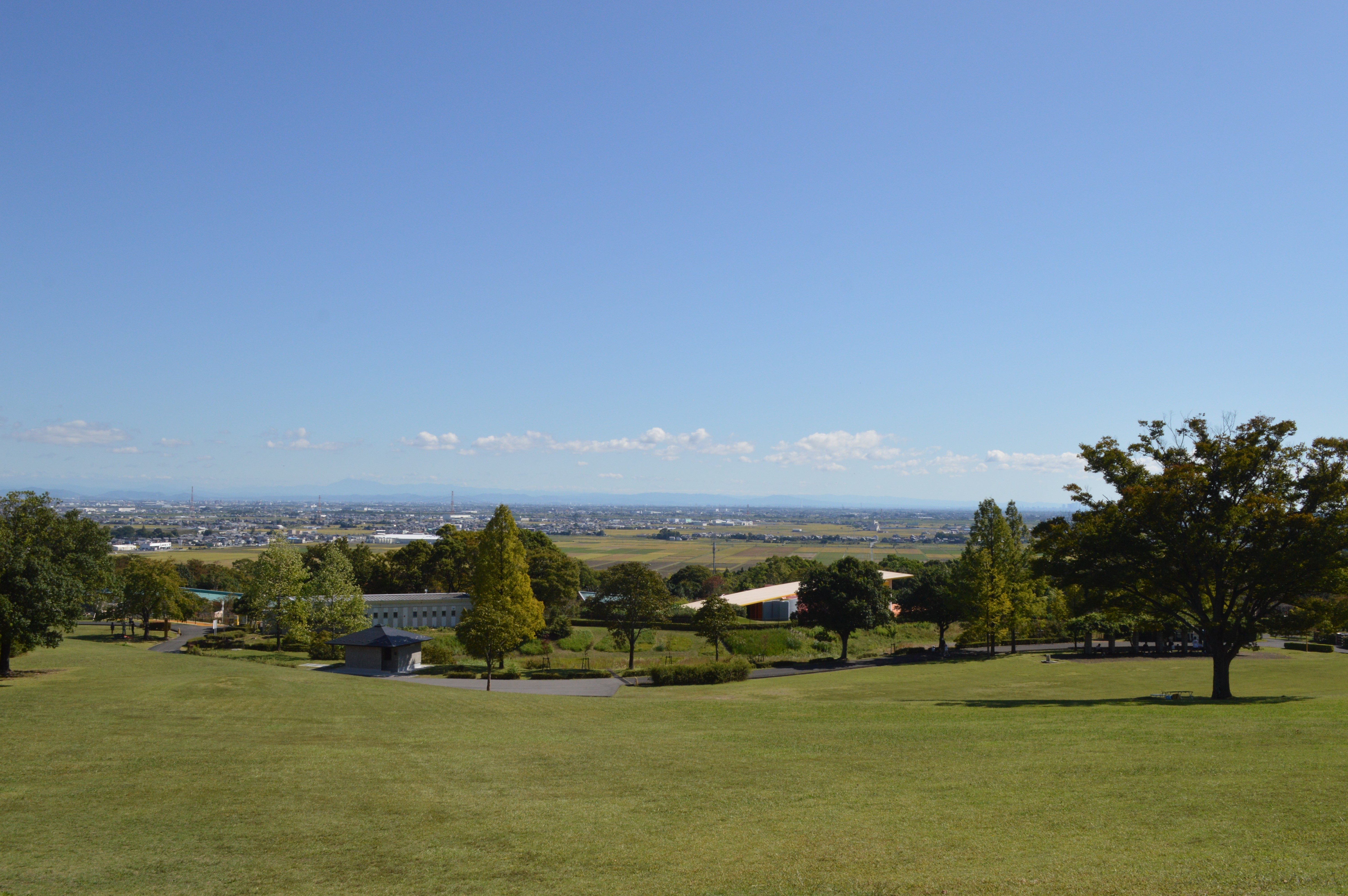
芝生広場
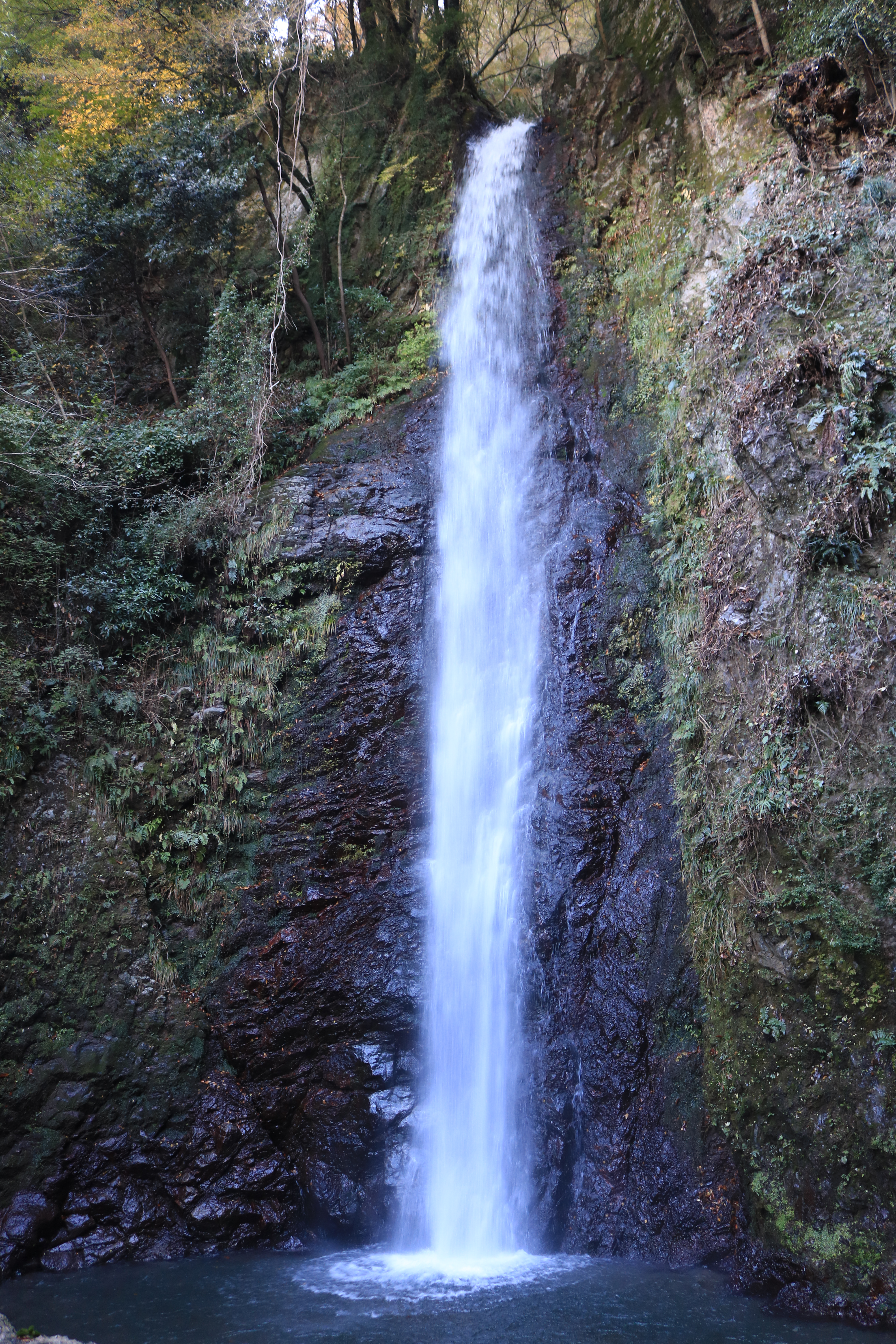
養老の滝
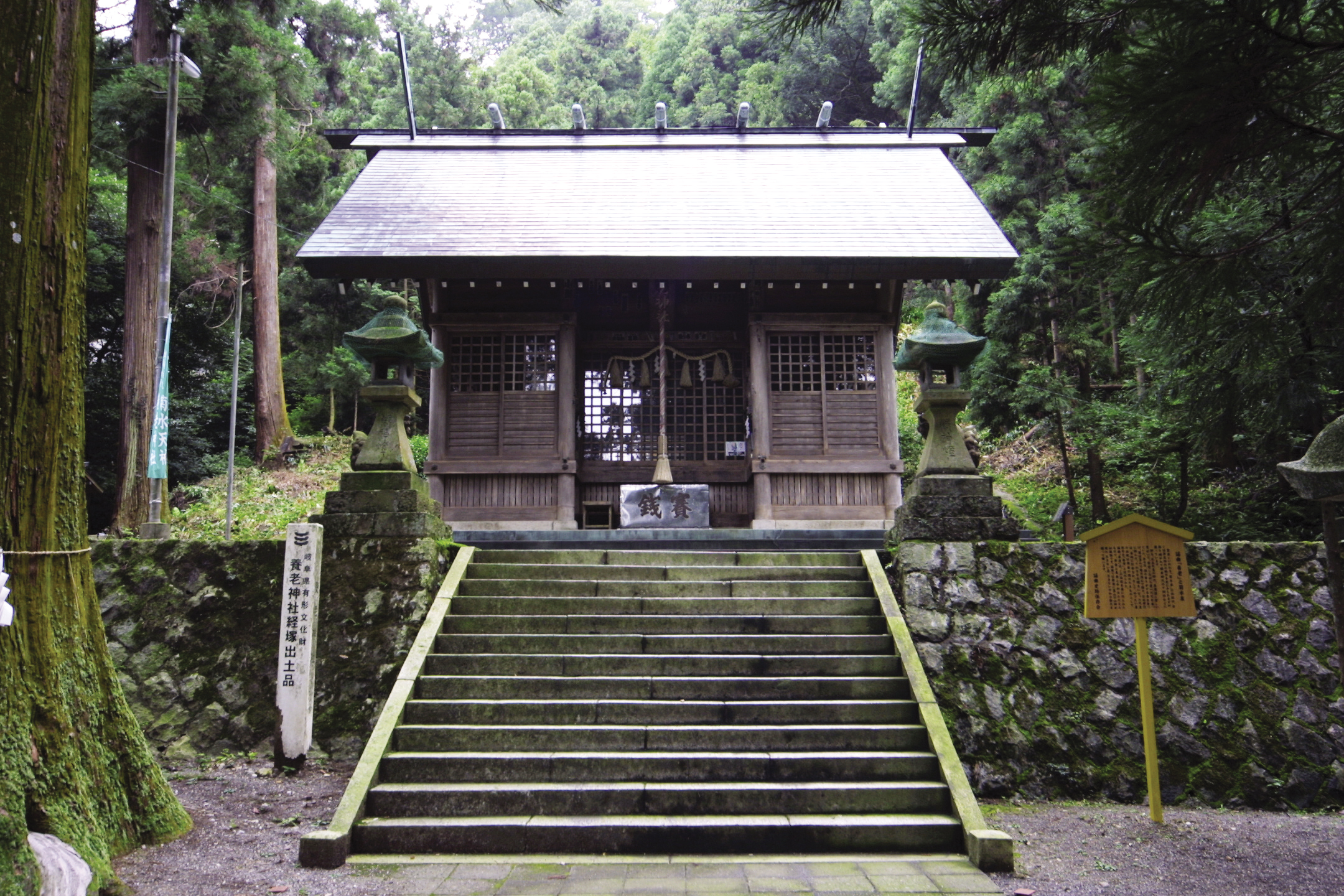
養老神社
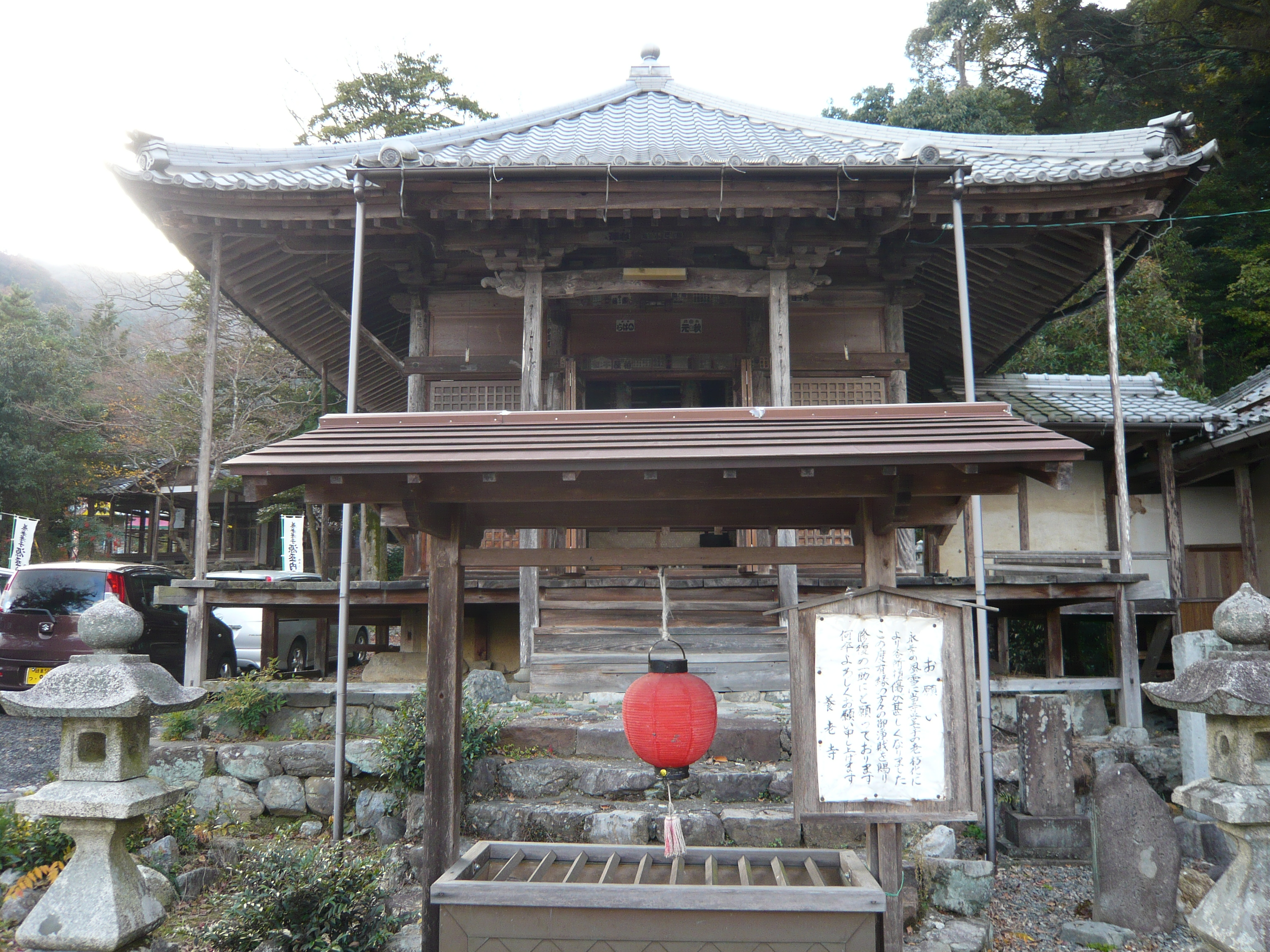
養老寺
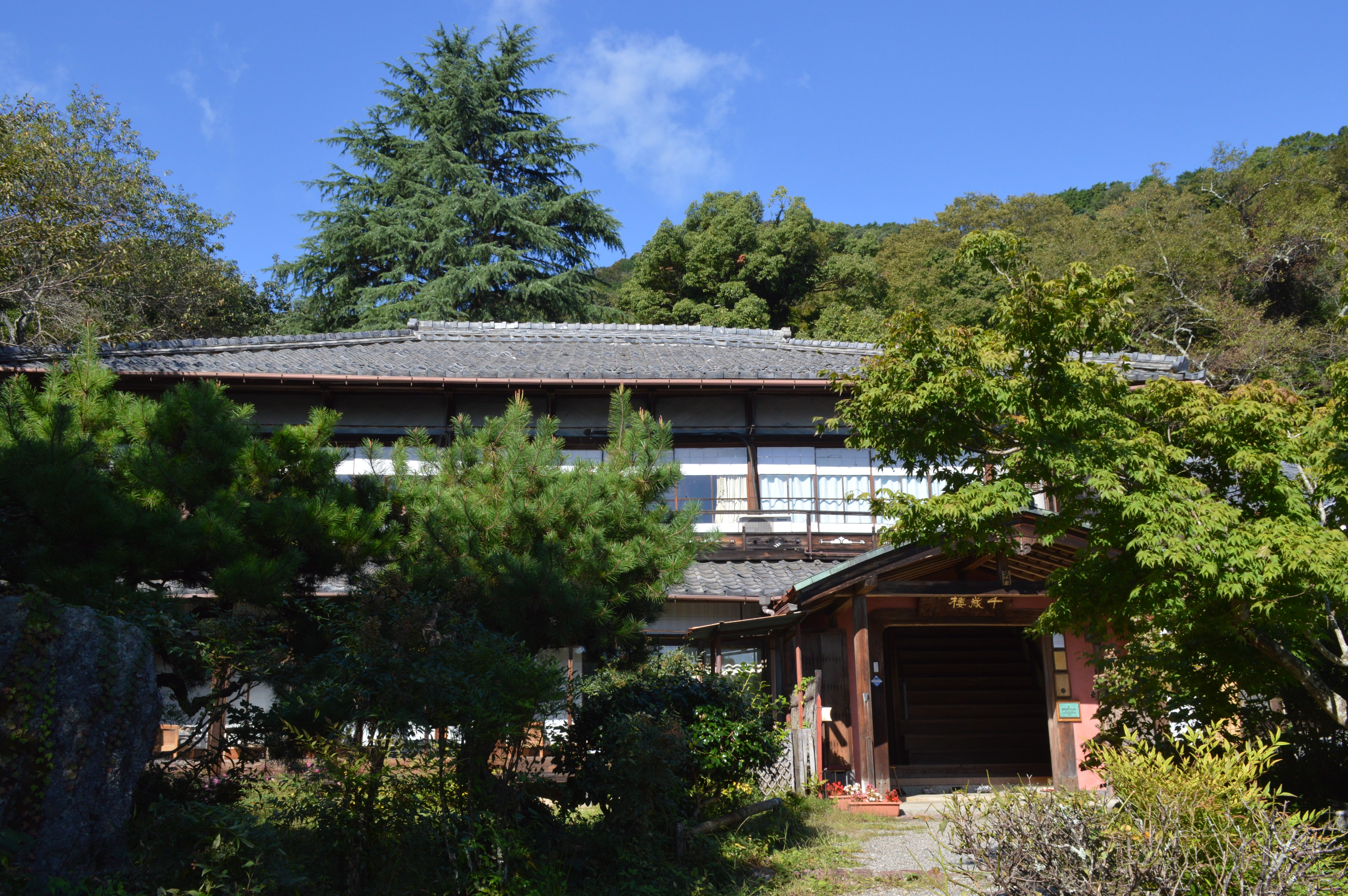
千歳楼

## 周辺施設
- 養老ランド - 養老公園に隣接する遊園地。
- 養老ロープウェー - 公園駐車場近くから養老の滝近くまで運行されていたリフト。2015年（平成27年）休止。